# Парады в Лондоне
В статье представляются знаменитые военные Парады победы, проведённые в Лондоне, столице Великобритании.

## Парады

### Лондонский парад победы (1815)
Парад состоялся 20 июня в Гайд-парке в Лондоне и был посвящён победе над Наполеоном и его изгнанию на Эльбу.

### Лондонский парад победы (1919)
Парад, проведённый 19 июля был посвящён окончанию Первой мировой войны и победе Антанты.

### Лондонский парад победы (1946)
Парад был проведён 8 июня 1946 года в честь победы над фашистской Германией и Японией во Второй мировой войне.

### Лондонский парад победы (1982)
Парад победы состоялся 12 октября в Сити в честь победы над Аргентиной в Фолклендской войне.